# Шкрабутник
Шкрабутник је насељено место у саставу града Пожеге, у Славонији, Република Хрватска.

## Становништво
Насеље је према попису становништва из 2011. године имало 22 становника.
| Националност       | 1991.       |
| Срби               | 29 (46,77%) |
| Хрвати             | 24 (38,70%) |
| Југословени        | 3 (4,83%)   |
| остали и непознато | 6 (9,67%)   |
| Укупно             | 62          |